# Le Talisman (roman de King et Straub)
Pour les articles homonymes, voir Talisman.
Le Talisman (titre original : The Talisman) est un roman de fantasy coécrit par Stephen King et Peter Straub et publié en 1984. La première édition française (datant de 1986) portait le titre Le Talisman des territoires. Dans ce roman, un jeune garçon voyage à travers les États-Unis et un monde parallèle au nôtre pour trouver un talisman qui seul peut sauver sa mère gravement malade. Une suite, Territoires, a été écrite par les deux auteurs et publiée en 2001 et un troisième volet est en projet.

## Résumé
Jack Sawyer, douze ans, et sa mère Lily, une ex-reine des séries B, s'installent dans un hôtel d'Arcadia Beach, dans le New Hampshire, pour échapper au harcèlement de Morgan Sloat, l'associé du père défunt de Jack. Lily est en train de mourir d'un cancer, et Jack désespère de pouvoir l'aider. Le vieux Speedy Parker, joueur de blues devenu gardien du parc d'attractions voisin, lui révèle l'existence d'un autre monde, qu'il appelle les Territoires. Le ciel y est transparent et profond. Les senteurs sont plus fortes, et tout y est plus clair. C'est là que se trouve le Talisman, le seul remède qui puisse sauver sa mère. Cependant ce monde féerique est aussi terriblement dangereux. Speedy remet à Jack une potion qui lui permet de basculer d'un monde à l'autre et le garçon entreprend une traversée du continent qui doit le mener à l'Hôtel Noir, lieu où le Talisman est conservé.
Jack commence son voyage dans les Territoires et découvre que certaines personnes ont des doubles dans ce monde. Généralement, quand une personne meurt dans un monde, son double meurt aussi dans l'autre et le double de sa mère est la reine Laura DeLoessian, qui se meurt d'un mal inconnu. Jack découvre aussi que Sloat a un double, Morgan d'Orris, qui convoite également le Talisman pour s'approprier le pouvoir. Poursuivi par les sbires de Morgan, il doit regagner les États-Unis. Après un éprouvant passage dans la taverne d'Oatley, où il est retenu contre son gré, Jack regagne les Territoires et y fait la connaissance de Wolf, un loup-garou adolescent avec qui il se lie d'amitié. Jack et Wolf doivent regagner l'Amérique en catastrophe et se font peu après conduire au « foyer du soleil », centre de redressement tenu par le terrible révérend Gardener. Jack et Wolf y vivent un enfer jusqu'à ce que Jack parvienne à s'en échapper grâce au sacrifice héroïque de Wolf.
Jack retrouve ensuite Richard Sloat, le fils de Morgan, qui est son meilleur ami, et l'emmène avec lui dans les Territoires pour échapper aux sbires de Morgan toujours à ses trousses. Ensemble, ils poursuivent leur route à travers des terres dévastées et, après de nombreuses péripéties, finissent par arriver sur la côte ouest où les attend l'Hôtel Noir. Après avoir triomphé des épreuves qui l'attendent dans l'hôtel, Jack met enfin la main sur le talisman mais Morgan l'attend à l'extérieur. Il menace de tuer Richard si Jack ne lui remet pas le précieux objet et Jack obéit mais Morgan est anéanti par la puissance du talisman quand il s'en empare. Jack est désormais libre de retrouver sa mère et le pouvoir curateur du talisman la guérit et soigne du même coup la reine Laura, sur quoi l'artefact disparaît, laissant Jack et Lily à la joie de leurs retrouvailles.

## Genèse du roman
Stephen King et Peter Straub ont fait connaissance en 1977 à Londres, où Straub vivait à l'époque et où King et sa famille ont vécu trois mois, et sont très vite devenus amis. Ils étaient en effet tous deux admirateurs du travail de l'autre et se sont trouvés beaucoup de points communs, dont une vision semblable du monde littéraire. Après avoir longtemps discuté d'écrire un roman de fantasy en collaboration, afin de sortir du genre de l'horreur dans lequel ils étaient confinés, le projet s'est finalement réalisé quand Straub est revenu vivre aux États-Unis. Les deux hommes écrivaient des passages chacun à leur tour et se les transmettaient par modem quand ils souhaitaient passer le relais.

## Accueil et distinctions
Le roman est resté 23 semaines (dont douze à la première place) sur la New York Times Best Seller list, y apparaissant directement à la première place le 28 octobre 1984. Le Publishers Weekly le classe à la première place des meilleures ventes de romans aux États-Unis en 1984.
Il a reçu des critiques très diverses, allant du meilleur roman de l'année pour Twilight Zone Magazine à l'un des pires pour People. Peter Gorner, du Chicago Tribune, dit du livre qu'il y a tant de cliffhangers, de virtuosité et de réalisme que les lecteurs ont toutes les chances de l'apprécier. Dale Pollock, du Los Angeles Times, apprécie les personnages et la description des Territoires et estime le roman satisfaisant dans l'ensemble mais regrette sa longueur et une fin prévisible. Frank Herbert, du Washington Post, délivre une bonne critique du roman, qu'il trouve plein de suspense et effrayant par moments, mais déplore l'intrigue trop cinématographique. Et Christopher Lehmann-Haupt, du New York Times, trouve la collaboration des deux auteurs décevante, estimant que leurs défauts ressortent plus que leurs qualités, mais salue la caractérisation des personnages.
En 1985, Le Talisman a été nommé au prix World Fantasy du meilleur roman et au prix Locus du meilleur roman de fantasy, terminant à la quatrième place.

## Suites
En 2001, King et Straub publient Territoires, roman dans lequel Jack Sawyer, désormais adulte, doit résoudre une série de meurtres dans une petite ville du Wisconsin et se trouve confronté une nouvelle fois aux Territoires. En décembre 2009, Peter Straub annonce que Stephen King et lui vont entreprendre d'écrire un troisième volume à cette série d'ici environ un an. Ce projet est cependant reporté plusieurs fois en raison de problèmes de santé puis de problèmes littéraires affectant Peter Straub. Celui-ci annonce en février 2016 qu'ils espèrent néanmoins toujours écrire ce livre dans un futur assez proche et qu'ils ont déjà une idée d'intrigue.

## Adaptations
Une adaptation du Talisman en comics par Del Rey Books a débuté en 2009. Le premier arc narratif compte six numéros et un second arc narratif devait suivre en 2010 mais sa sortie a été suspendue indéfiniment.
Un projet d'adaptation sous forme de mini-série a également été évoqué au début des années 2000, Frank Marshall en étant le producteur et Ehren Kruger étant chargé du scénario, et a été proche de se concrétiser en 2004 avant d'être reporté à plusieurs reprises. Le projet est enterré depuis 2008.